# 鳴門市堀江北小学校
鳴門市堀江北小学校（なるとし ほりえきたしょうがっこう）は、徳島県鳴門市大麻町大谷にある公立小学校。

## 概要
進路は、鳴門市大麻中学校へ進学する。

### 教育目標
- 美しく - 知・徳・体の調和のとれた、心豊かな児童の育成。
- 仲よく - 互いの人権を尊重し、郷土愛豊かで国際協調の精神に富んだ児童の育成。
- たくましく - 将来に向かって意欲的に生きようとする、自主的精神に満ちた児童の育成。

### 校歌
- 作詞: 和田徳一
- 作曲: 小沢慎一郎

## 交通

### 最寄駅
- JR鳴門線 阿波大谷駅

## 通学区域が隣接している学校
- 鳴門市堀江南小学校
- 鳴門市板東小学校
- 鳴門市明神小学校
- 鳴門市大津西小学校